# Kali Chemie

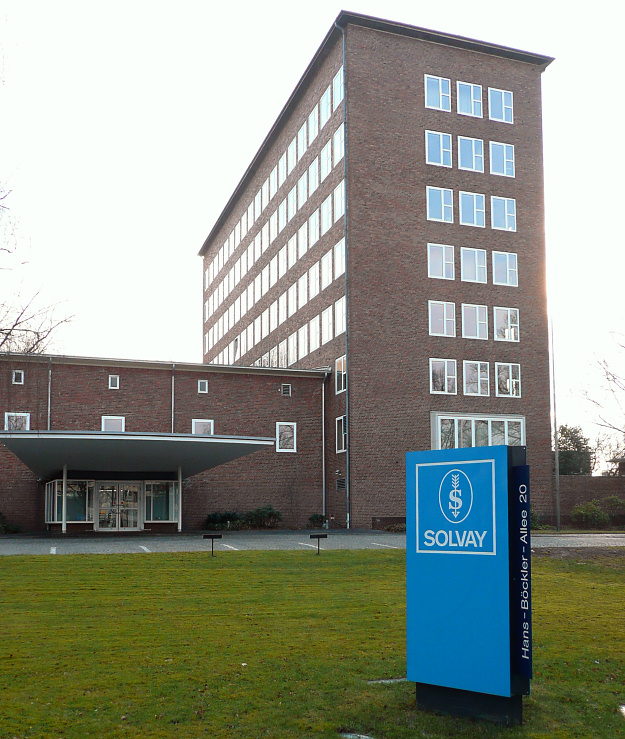
Denkmalgeschütztes Verwaltungsgebäude der Kali Chemie AG, erbaut in Hannover 1950/51 nach Plänen von Ernst Zinsser (2009).

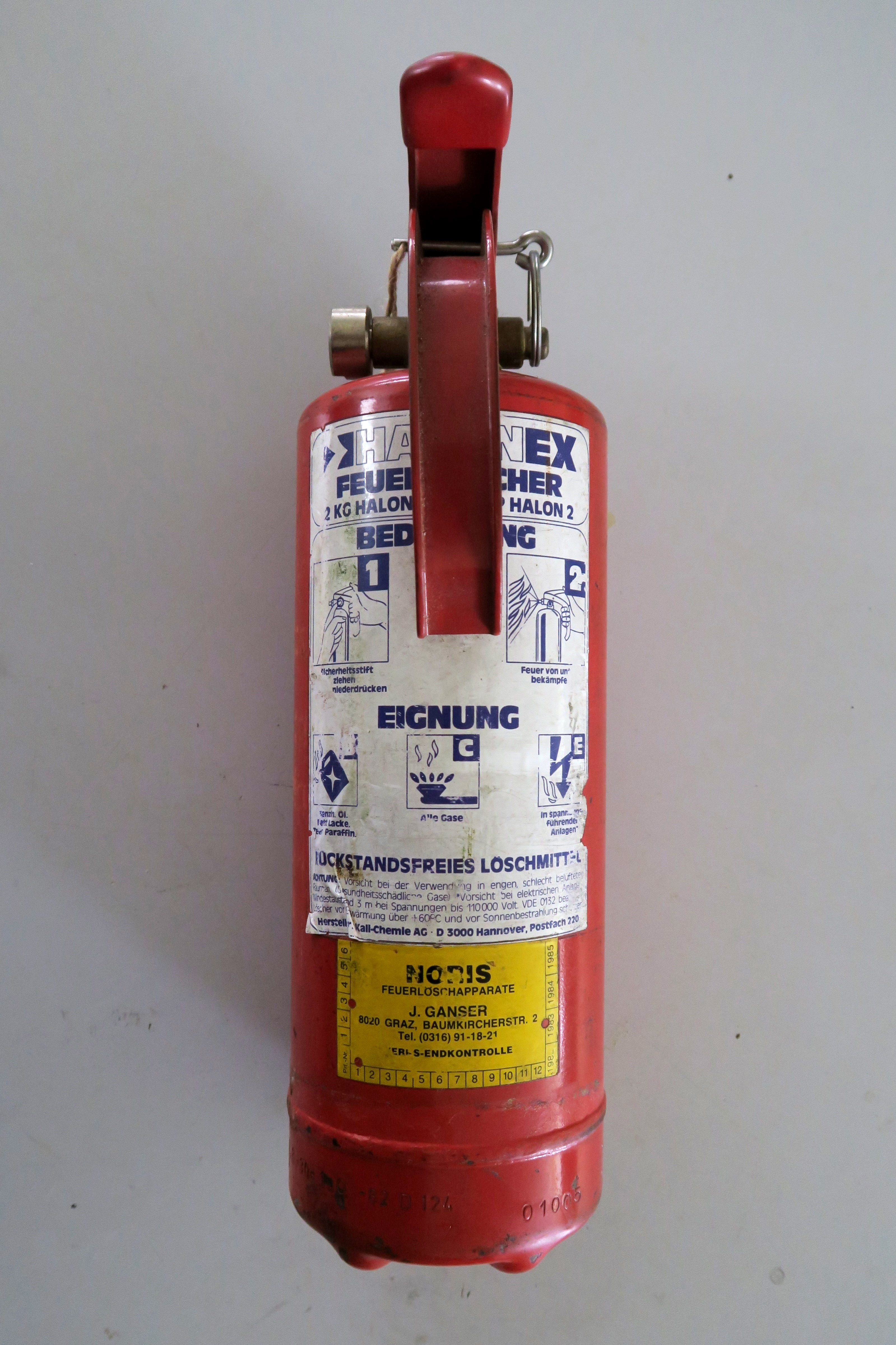
Halon Feuerlöscher der Kali Chemie, 1983

Die Kali Chemie AG war ein deutsches Chemie-,  Pharma- und Montanunternehmen mit Sitz in Hannover (bis 1945 Berlin). Tätigkeitsschwerpunkte waren Chemie und Pharmazie, der Kalibergbau wurde 1981 eingestellt. 2005 erzielte das Unternehmen einen Umsatz von 20 Mio. Euro.

## Unternehmensgeschichte
Die Kali Chemie AG wurde 1899 als „Kaliwerke Friedrichshall AG“ gegründet. Im Jahr 1921 erwarb das Unternehmen die Aktienmehrheit an den „Kaliwerken Neu-Staßfurt“ in der preußischen Provinz Sachsen und firmierte fortan unter „Kaliwerke Neu-Staßfurt – Friedrichshall AG“. Nach dem Zusammenschluss im Jahr 1928 mit der „Rhenania-Kunheim Vereinigte Chemische Fabriken AG“ in Berlin, die ihrerseits 1925 aus der Fusion der „Chemischen Fabrik Kunheim & Co. AG“ mit der Chemischen Fabrik Rhenania AG in Stolberg-Atsch entstanden war, welche drei Jahre zuvor den Verein Chemischer Fabriken in Mannheim übernommen hatte, wurde gemäß Hauptversammlungsbeschluss vom 6. September 1928 diese neue Unternehmenskonstellation nun zu „Kali Chemie AG“ mit Sitz in Berlin umbenannt. 1935/36 wurde die Chemische Fabrik Güstrow durch „Arisierung“ hinzugewonnen.
Vor dem Zweiten Weltkrieg zählte das Unternehmen neben der Wintershall AG, der Burbach-Kaliwerke AG, der Salzdetfurth AG und Preussag zu den größten deutschen Kaliproduzenten. 1945 wurde der Sitz nach Hannover verlegt. 1954 übernahm die belgische Solvay die Aktienmehrheit des Unternehmens Kali-Chemie Aktiengesellschaft in Hannover. Seit dem 17. November 1989 gehörte Kali Chemie zur deutschen Tochter Solvay GmbH der belgischen Solvay-Gruppe, allerdings wurde der bestehende Beherrschungs- und Ergebnisabführungsvertrag zum 31. Dezember 2006 gekündigt. Bis zum 4. Februar 2004 war die Aktie des Unternehmens an der Frankfurter Börse notiert, seit 1. April 2004 wurde die Aktie nur noch an der Börse in Hannover gehandelt.
Die Solvay Kali-Chemie Holding GmbH war Großaktionär mit einer Beteiligung von mehr als 95 % am Grundkapital. Nach einem Squeeze-out war Solvay alleiniger Aktionär; die Börsennotierung wurde mit Ablauf des 5. August 2010 eingestellt. 2011 wurde die Kali Chemie AG in eine GmbH umgewandelt und am 11. Januar 2011 unter der Firma Property GmbH mit Sitz in Hannover in das Handelsregister eingetragen. Kurz danach erfolgte eine Namensänderung in Horizon Immobilien GmbH, die am 2. Februar 2011 in das Handelsregister eingetragen wurde. Die Tätigkeit der GmbH beschränkt sich im Wesentlichen auf die Verwaltung des Vermögens.